# Eduardo Gurbindo
Eduardo Gurbindo Martínez (Pamplona (Iruña), 8. studenoga 1987.) je španjolski rukometaš. Igra na poziciji desnog vanjskog napadača. Španjolski je reprezentativac.  Još je igrao za Portland San Antonio i Torrevieju.
Igrao je za Španjolsku na EP-u 2010. i na SP-u 2011. godine. Do prosinca 2010. je odigrao 17 utakmica i postigao 24 gola.

## Vanjske poveznice
- BM Valladolid Profil
- Eurohandball Profil